# Véhicules blindés de la Gendarmerie et de la Police françaises

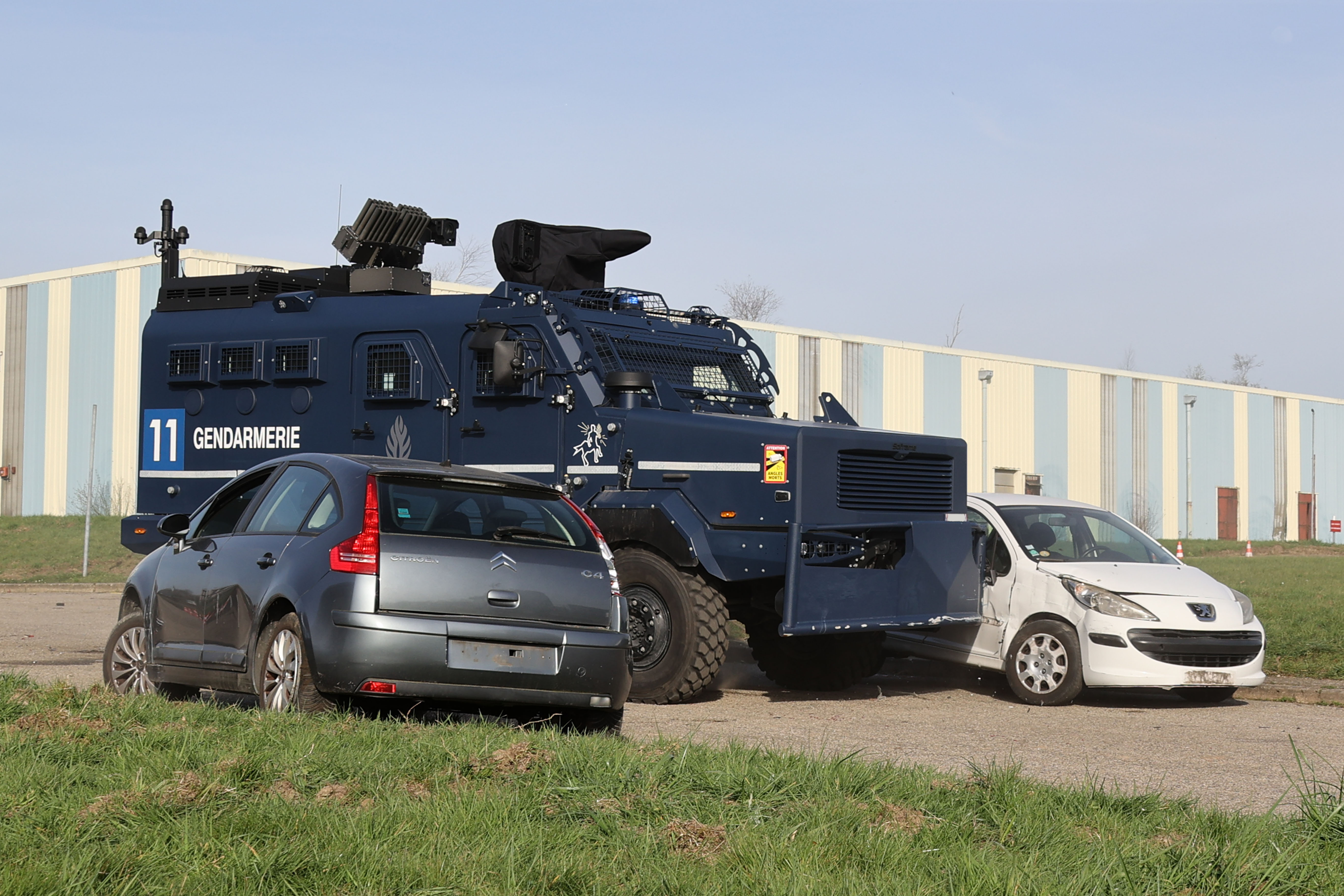
VIPG Centaure de la Gendarmerie nationale repoussant des véhicules lors d'une présentation

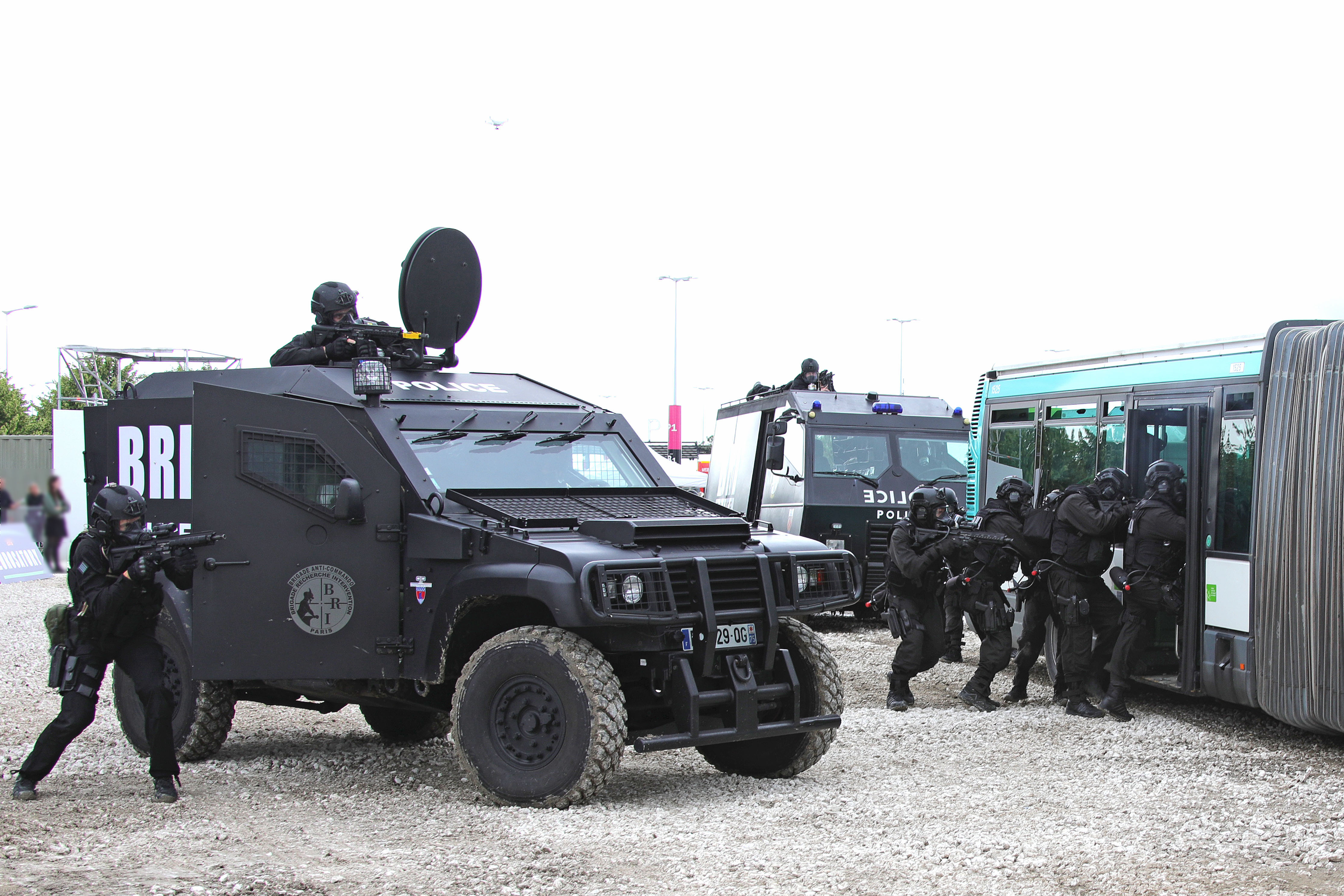
Démonstration de libération d'otages par la BRI-PP de la Police nationale

En France, les deux principales forces de police du Ministère de l'Intérieur sont équipées de véhicules blindés. Cependant, l'histoire de leur emploi est différente pour les deux services. En effet, la Gendarmerie, du fait de son statut militaire et de ses missions, a d'abord déployé - dès les années 1930 - des véhicules de combat identiques à ceux de l'armée de terre avant de mettre en service, à partir des années 1970, des blindés développés prioritairement pour le maintien de l'ordre.
La dernière génération de ces engins, appelée Véhicule d'intervention polyvalent de la gendarmerie ou Centaure, mis en service à partir de 2020, ajoute au maintien de l'ordre un éventail de missions nouvelles (recherches d'individus armés, incidents industriels et/ou risques NRBC, etc.)
La Gendarmerie a également équipé ses unités d'Intervention (GIGN et ses antennes d'outre-mer), de véhicules blindés souvent dérivés de véhicules civils.
La Police nationale déploie également des véhicules blindés dérivés pour certains d'entre eux de véhicules commerciaux et principalement destinés à ses forces d'intervention : RAID et ses antennes, Brigade de recherche et d'intervention de la Préfecture de Police de Paris (BRI-PP).
En complément de son parc de véhicules en dotation permanente comme le Panhard PVP, la Police déploie régulièrement des véhicules blindés mis à sa disposition par des industriels dans le cadre de partenariats de longue durée.

## Note sur l'emploi des véhicule blindés

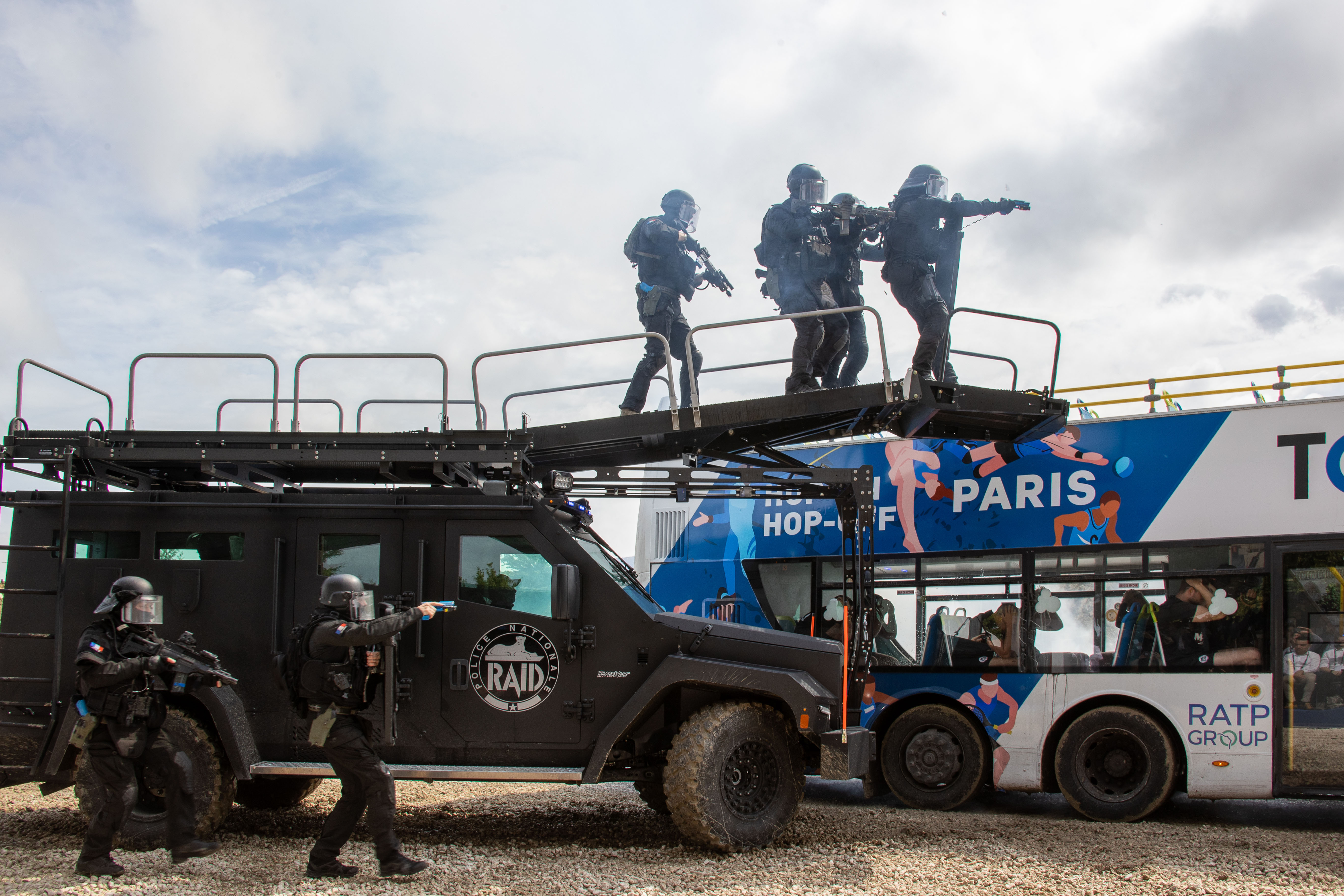
Démonstration de libération d'otages dans un bus par le RAID - 2024

L'utilisation de véhicules blindés répond à des besoins réels de protection contre les menaces pouvant aller jusqu'à l'emploi d'armes de guerre. Dans le domaine du maintien de l'ordre, leur déploiement communique également un message de fermeté et de résolution des autorités face à élévation de la gravité d'une situation. Dans un contexte différend puisque non confrontationnel, ce n'est pas leur blindage ou leur apparence qui compte mais tout simplement leur capacité tout-terrains, qui leur permet notamment de remorquer des véhicules lors d'événements climatiques (chûtes de neige importantes par exemple).
Cet article regroupe deux catégories de véhicules : 
- les blindés kaki de la Gendarmerie : véhicules développés initialement pour le combat terrestre, et qui ont pratiquement tous été retirés du service
- les autres véhicules blindés mise en œuvre par la Police et la Gendarmerie : véhicules développés ou adaptés spécifiquement pour les missions de sécurité intérieure et notamment de Sécurité publique.

## La Gendarmerie nationale

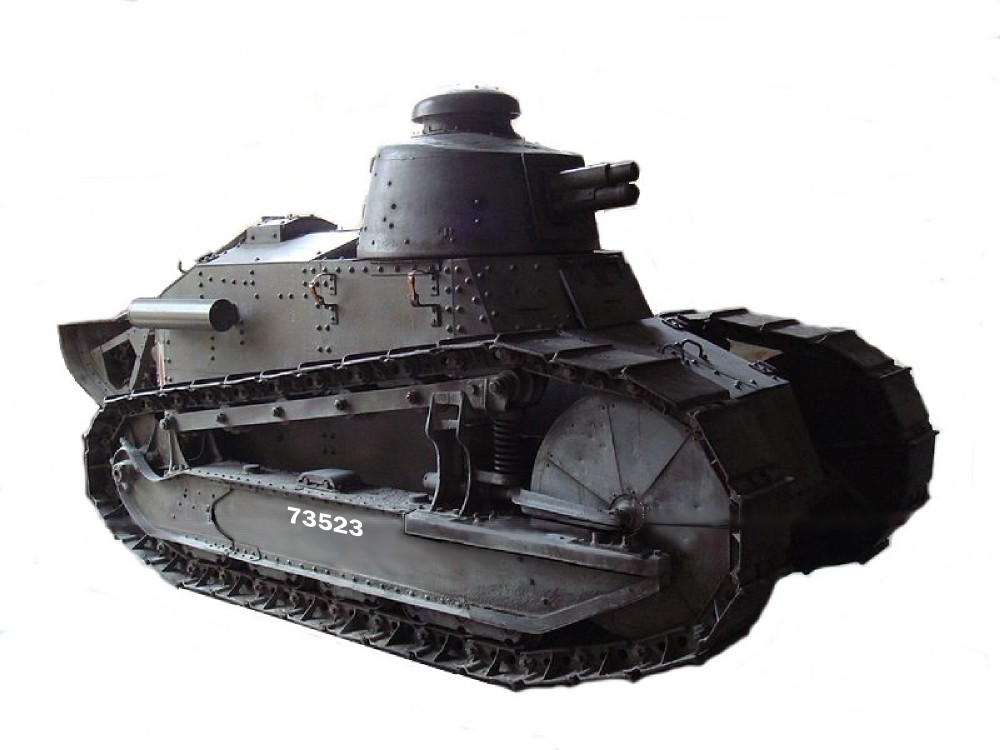
Le char Renault FT équipait le Groupe spécial de Satory.

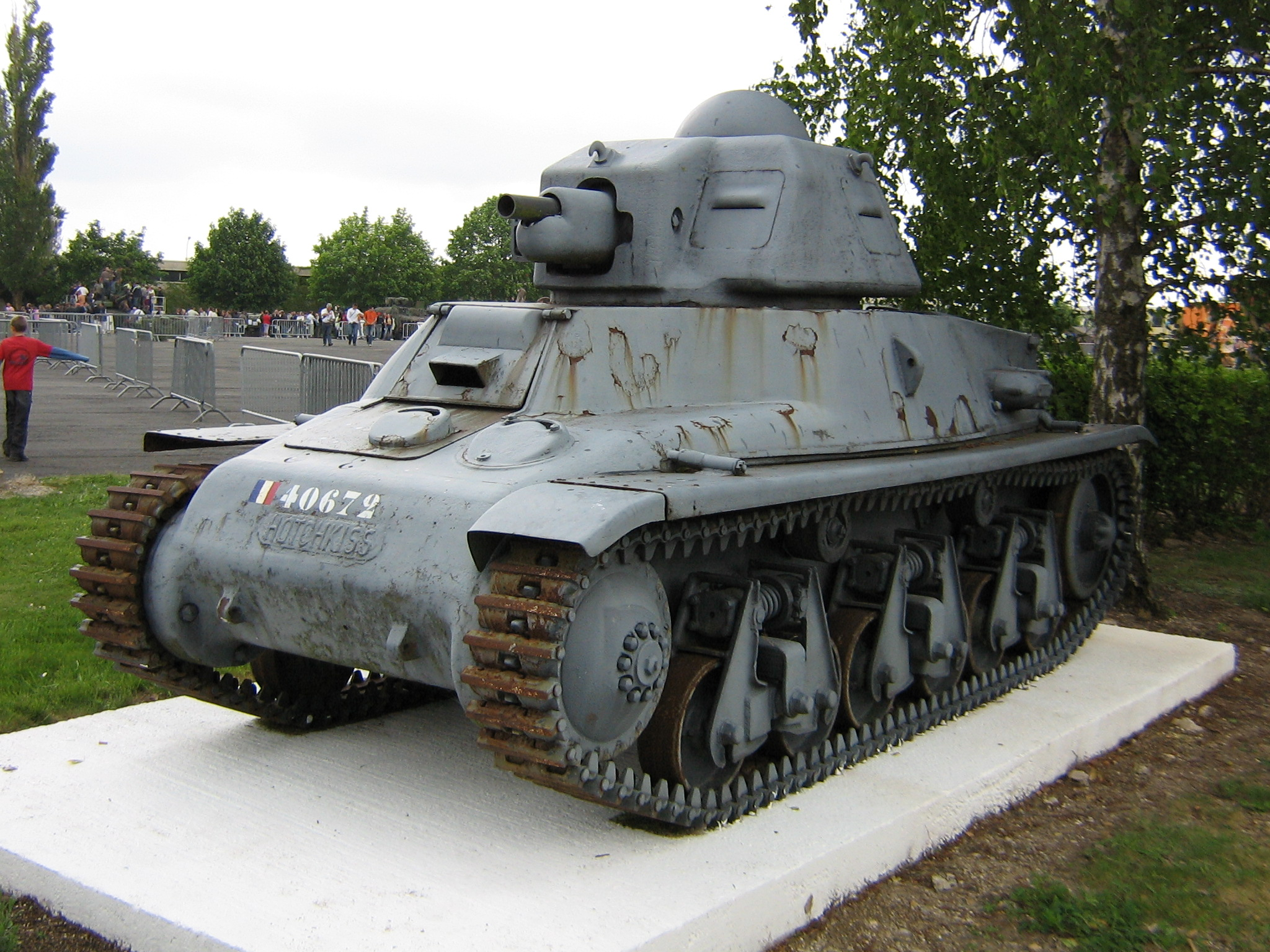
Le char Hotchkiss H-39 équipait le 45e BCCG

Dès les années 1930, la Gendarmerie s'équipe de véhicules blindés. Elle déploie dès 1931 deux chars et onze automitrailleuses en Corse lors d'une opération d'envergure contre le grand banditisme. Elle a par ailleurs suivi avec attention l'emploi de blindés au maintien de l'ordre en Allemagne, d'abord par l'Armée française lors de l'occupation de la Ruhr et de la Rhénanie (et notamment lors des grèves de 1923), puis par la police allemande (notamment lors des émeutes de Berlin en 1929).
En 1933 est créée une première unité blindée : le Groupe spécial de garde républicaine mobile à Versailles-Satory.
Le groupe assure, en sus des missions classiques de la garde républicaine mobile (maintien de l'ordre, police de la route, escortes diverses), des missions spécifiques et notamment la formation à l'emploi des blindés pour les personnels de l'Armée de terre et de la Gendarmerie. L'unité ne sera toutefois jamais engagée dans une opération de maintien de l'ordre avec ses blindés. Ainsi, par exemple, lors des événements du 4 février 1934, le groupe est mis en alerte mais ne déploie pas ses blindés dans la capitale.
En 1940, le Groupe spécial sert d'unité-cadre pour la formation du 45e bataillon de chars de combat - unité composée de gendarmes issus majoritairement de la garde républicaine mobile et complétée par des effectifs de l'armée de terre - qui participe à la campagne de France. Intégré à la 3e division cuirassée le bataillon participe à de très durs combats à Sy, puis lors de la Stonne et à Tannay, perdant 30 tués, 4 disparus et 59 blessés en 37 jours de combat. Il est finalement dissous en septembre 1940.

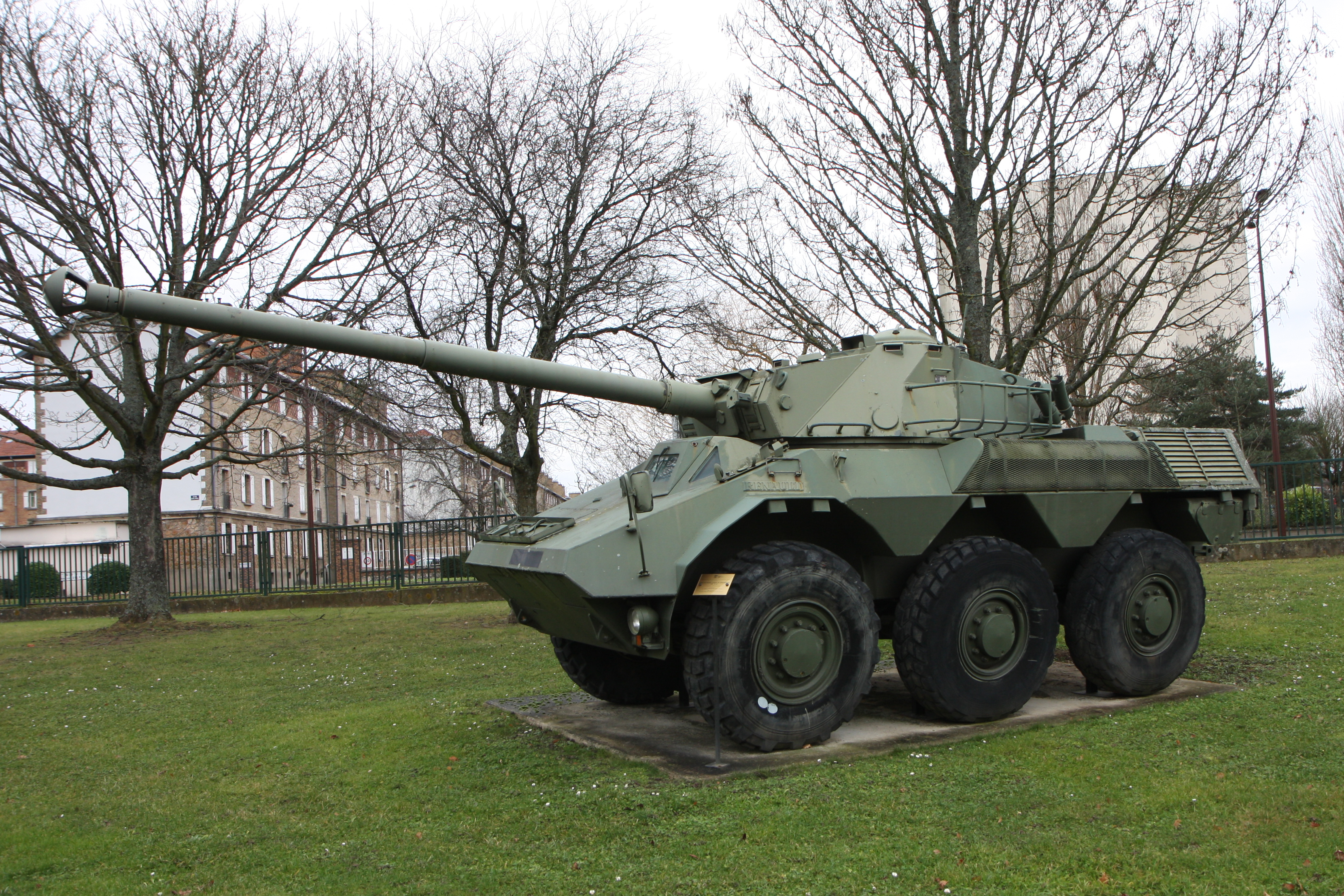
VBC-90.

Après la guerre, différents types de blindés sont utilisés : chars, automitrailleuses et half-tracks. Ils sont principalement destinés aux missions de combat (Défense opérationnelle du territoire ou DOT) ou aux situations extrêmes de rétablissement de l'ordre comme en Algérie. En France métropolitaine, la mise en œuvre des blindés est confiée à des « escadrons mixtes portés-blindés » implantés en province ainsi qu'à une formation centrale basée à Versailles-Satory. Héritière du groupe spécial formé en 1933, cette dernière unité a porté plusieurs dénominations avant de devenir en 1991, le groupement blindé de gendarmerie mobile (GBGM). Le GBGM est chargé notamment de la protection des institutions en cas de crise majeure (comme le putsch des généraux en 1961), du maintien et du rétablissement de l'ordre en contexte « dégradé ou très dégradé » ainsi que de missions de défense opérationnelle du territoire.

Véhicules blindés historiques de la Gendarmerie nationale française
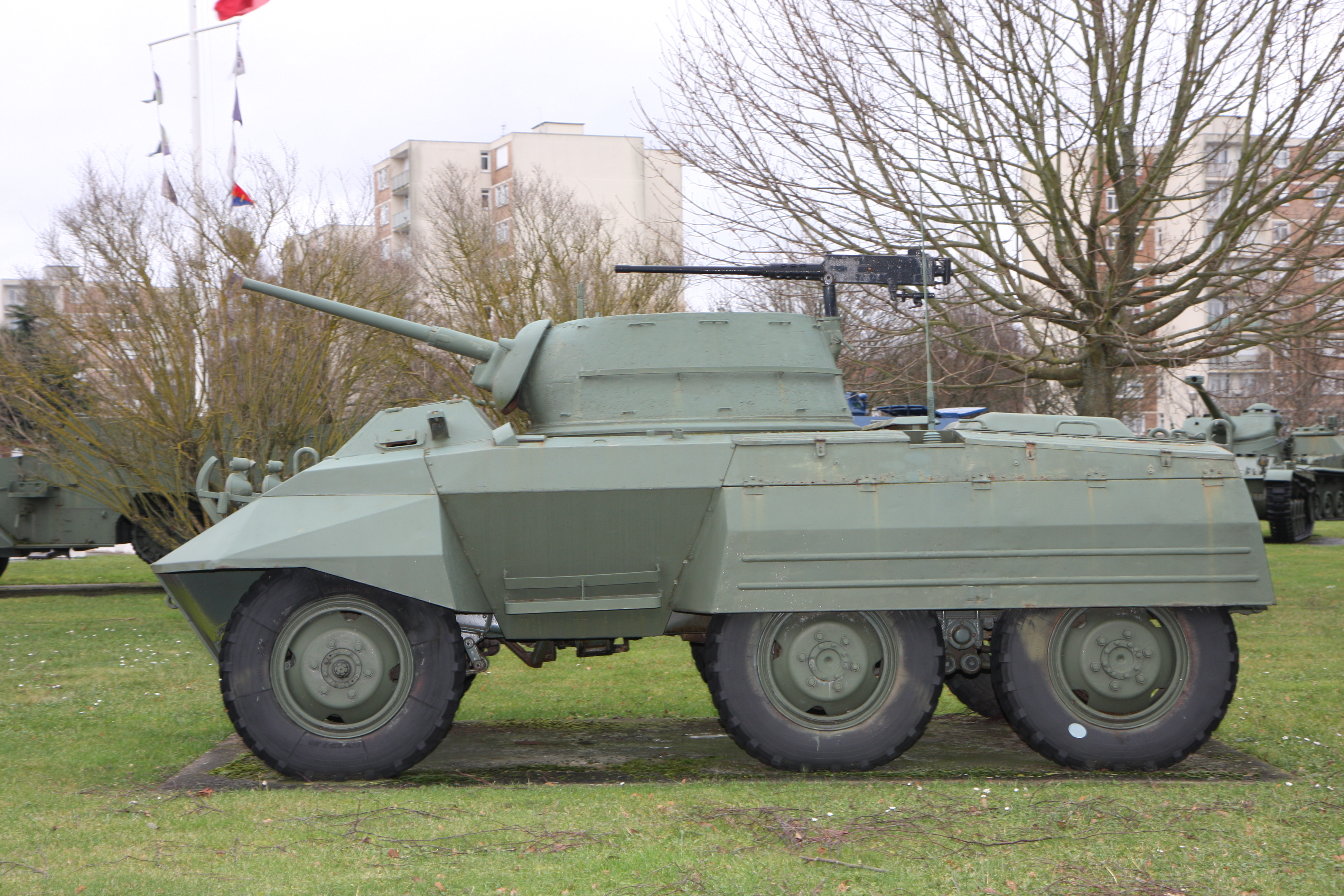
Automitrailleuse AMM8.
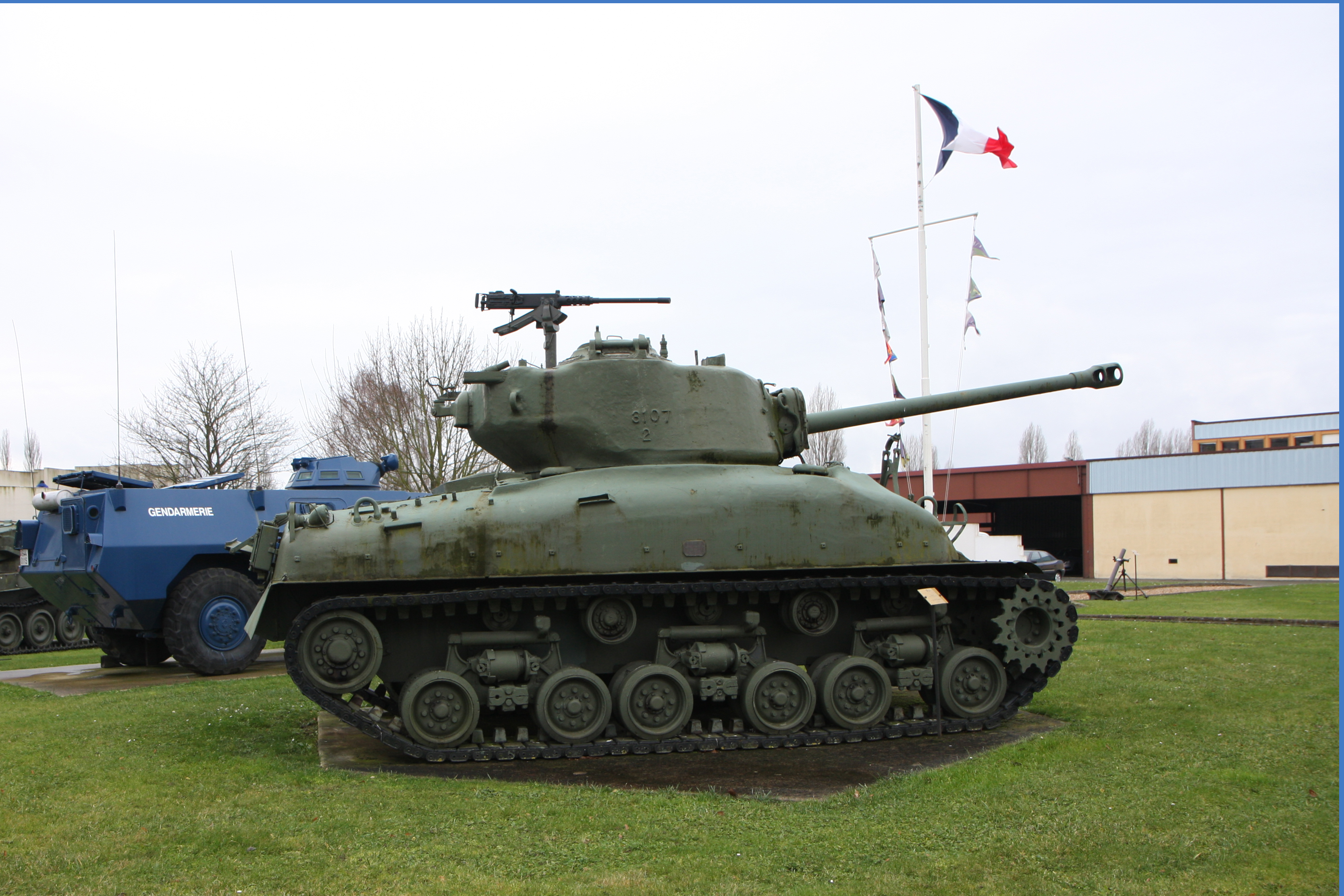
Char M4 Sherman
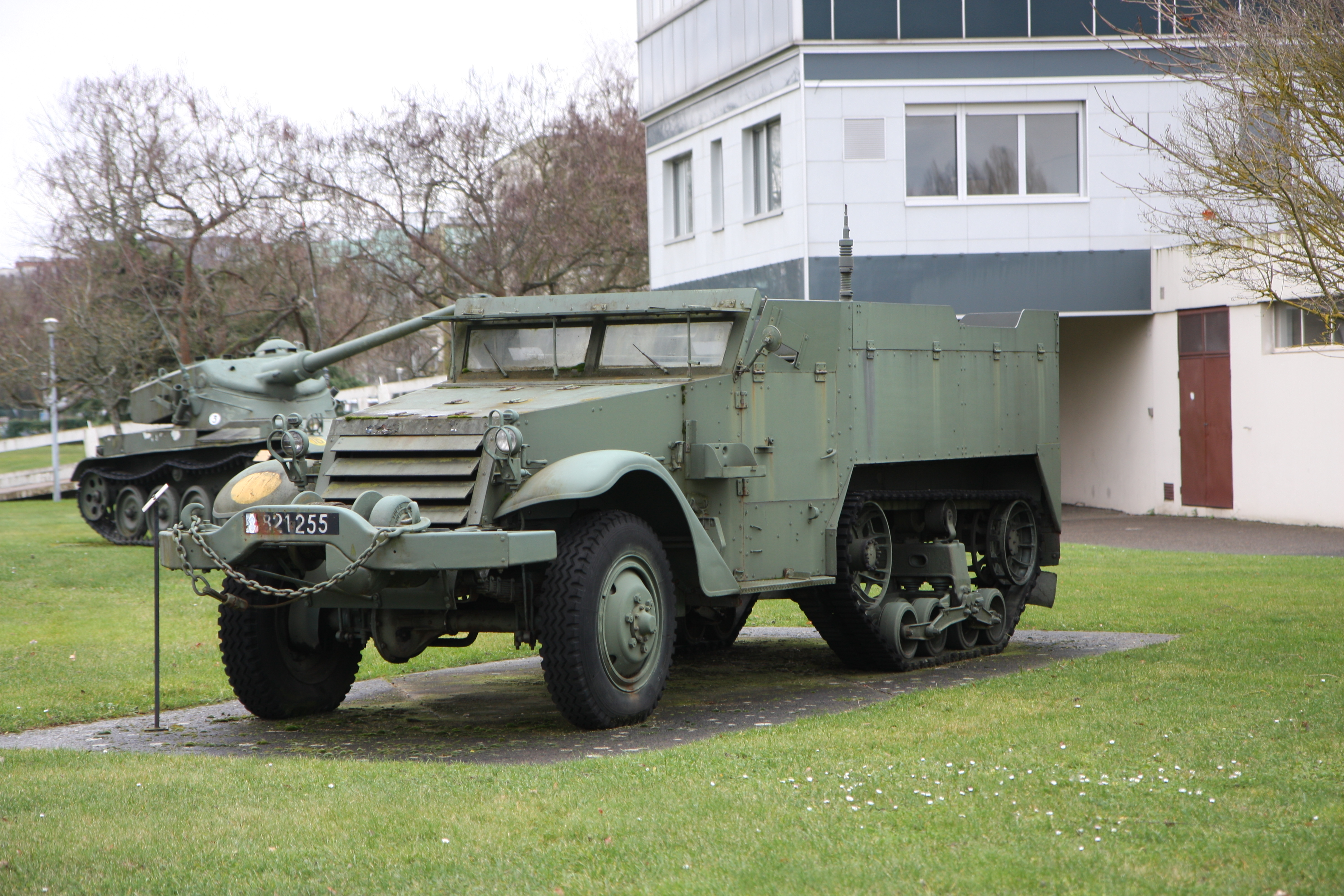
Half-Track.
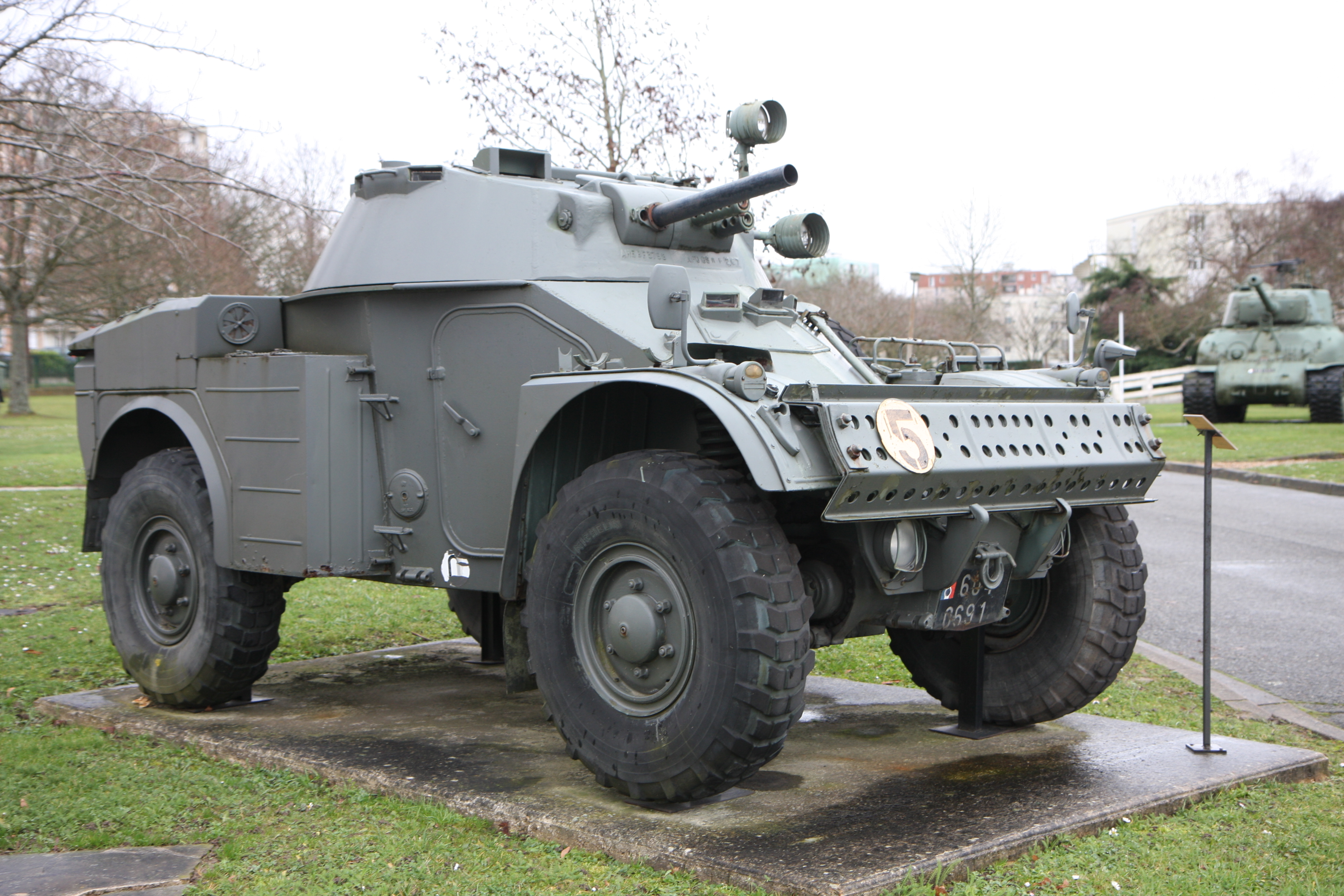
AML-60.

Avec la fin des conflits coloniaux puis de la guerre froide, la mission de combat s'efface (sans disparaître totalement) au profit de celle du maintien et du rétablissement de l'ordre. De plus, l'expérience des événements de mai 68, au cours desquels l'utilisation de bulldozers pour détruire les barricades a été concluante,, conduit la Gendarmerie à lancer un appel d'offres pour un engin équipé d'une lame et/ou d'un treuil et dont la mission principale n'est plus le combat mais le maintien de l'ordre.
Elle acquiert à partir de 1974 le VBRG, qui est peint en bleu, en cohérence avec cette mission principale. Par la suite, elle retire progressivement du service ses blindés de combat (chars AMX-13, véhicules de transport de troupes (VTT) AMX-13 VCI, automitrailleuses AML et engins VBC-90).
En France métropolitaine, les escadrons mixtes perdent leurs blindés au début des années 2000 et leurs VBRG sont rapatriés à Satory ou à Saint-Astier (siège du Centre national d'entraînement des forces de gendarmerie). La Gendarmerie déploie également des blindés en Corse et dans les départements, territoires et communautés d'outre-mer. Outre-mer, la mise en œuvre des blindés est assurée principalement par les Antennes du GIGN.
Au début des années 2020, la Gendarmerie ne dispose donc plus que du VBRG et de quelques Véhicules de l'avant blindés (VAB), obtenus auprès de l'armée de terre en vue de leur emploi en Afghanistan. Ces derniers sont surtout déployés en Nouvelle-Calédonie.
Le remplacement du VBRG, avait été évoqué à de nombreuses reprises à partir du milieu des années 2000. Plusieurs projets ont été lancés puis annulés avant l'adoption en 2021 du véhicule d'intervention polyvalent de la gendarmerie (VIPG) ou « Centaure ».
Contrairement à son prédécesseur, le véhicule équipe également des unités basées en province. En effet, la Gendarmerie a basé un tiers de ses engins à Satory, un tiers , au sein d'escadrons de gendarmerie mobile répartis dans les 9 régions « zonales » de Gendarmerie, ainsi qu'au Centre national d'entrainement des forces de gendarmerie (CNEFG) à  Saint-Astier (Dordogne), et le dernier tiers en outre-mer. Ils peuvent être employés de manière autonome ou au sein d'un Dispositif d'intervention augmenté de gendarmerie (DIAG) .
L'utilisation des blindés de la Gendarmerie au maintien de l’ordre est soumise à l’autorisation d’engagement du Premier Ministre et à l’autorisation d’emploi du préfet de zone de Défense, cette dernière faisant l’objet d’un formalisme défini à l’article R214-3 du CSI.
Enfin, la Gendarmerie a doté ses unités d'intervention (GIGN et ses antennes) de véhicules blindés souvent dérivés de véhicules civils. Ils sont destinés à transporter le personnel, à participer à l'assaut dans des points élevés ou difficiles d'accès (étages d'immeubles, portes d'accès d'avions de ligne) et à fournir un appui rapproché.

Véhicules blindés actuels de la Gendarmerie nationale française
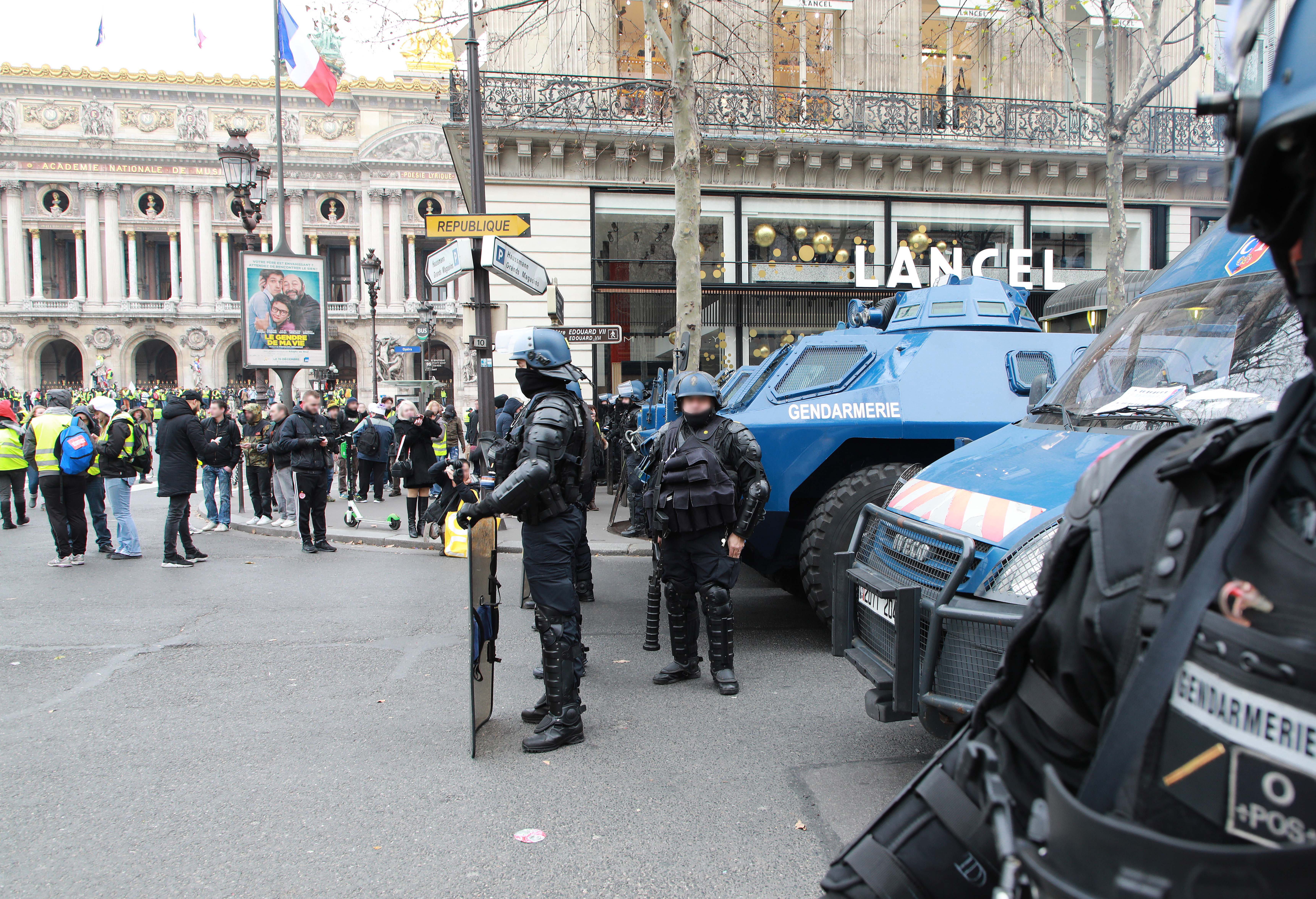
VBRG de la gendarmerie mobile en maintien de l'ordre
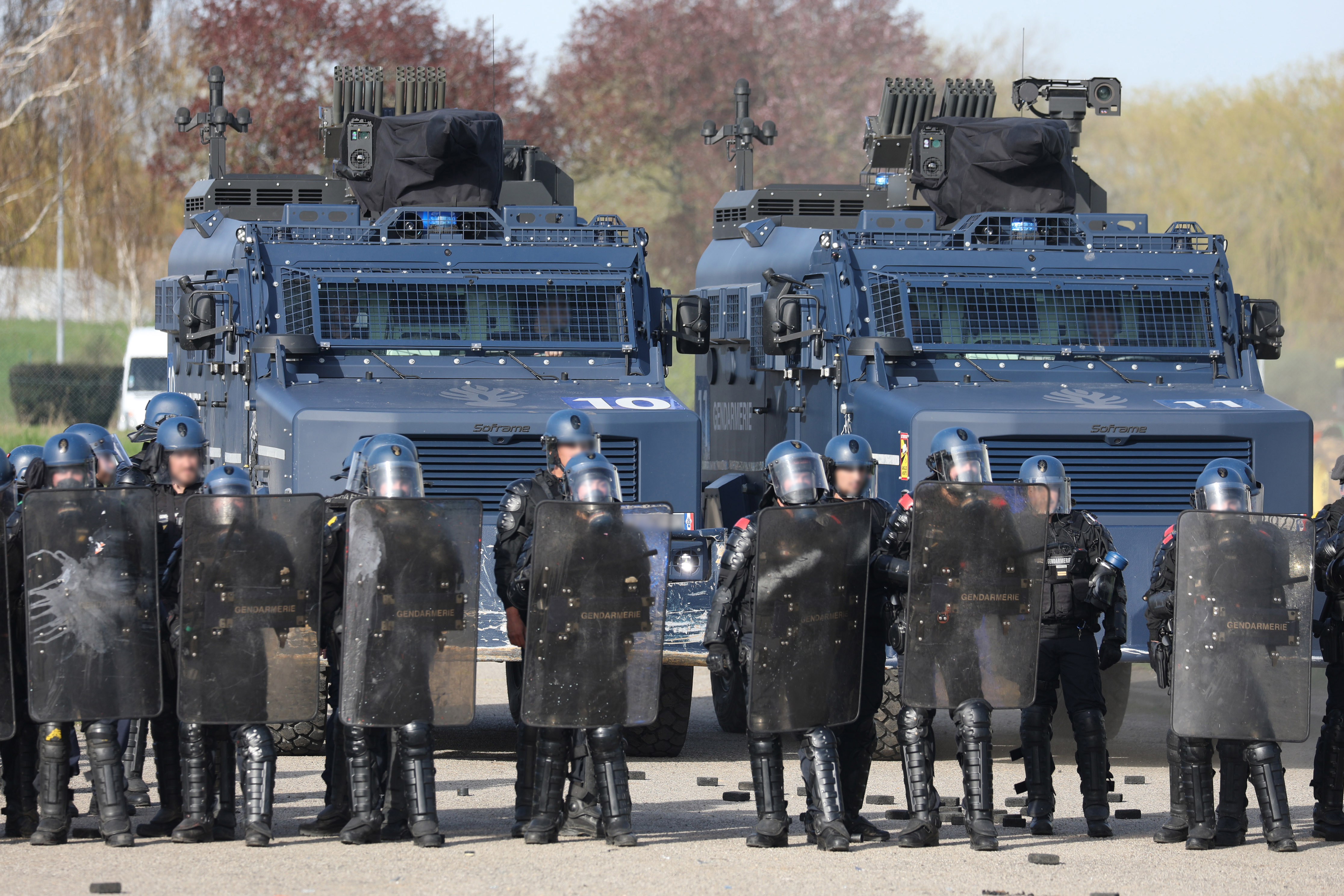
VIPG Centaure de la gendarmerie mobile lors d'une présentation
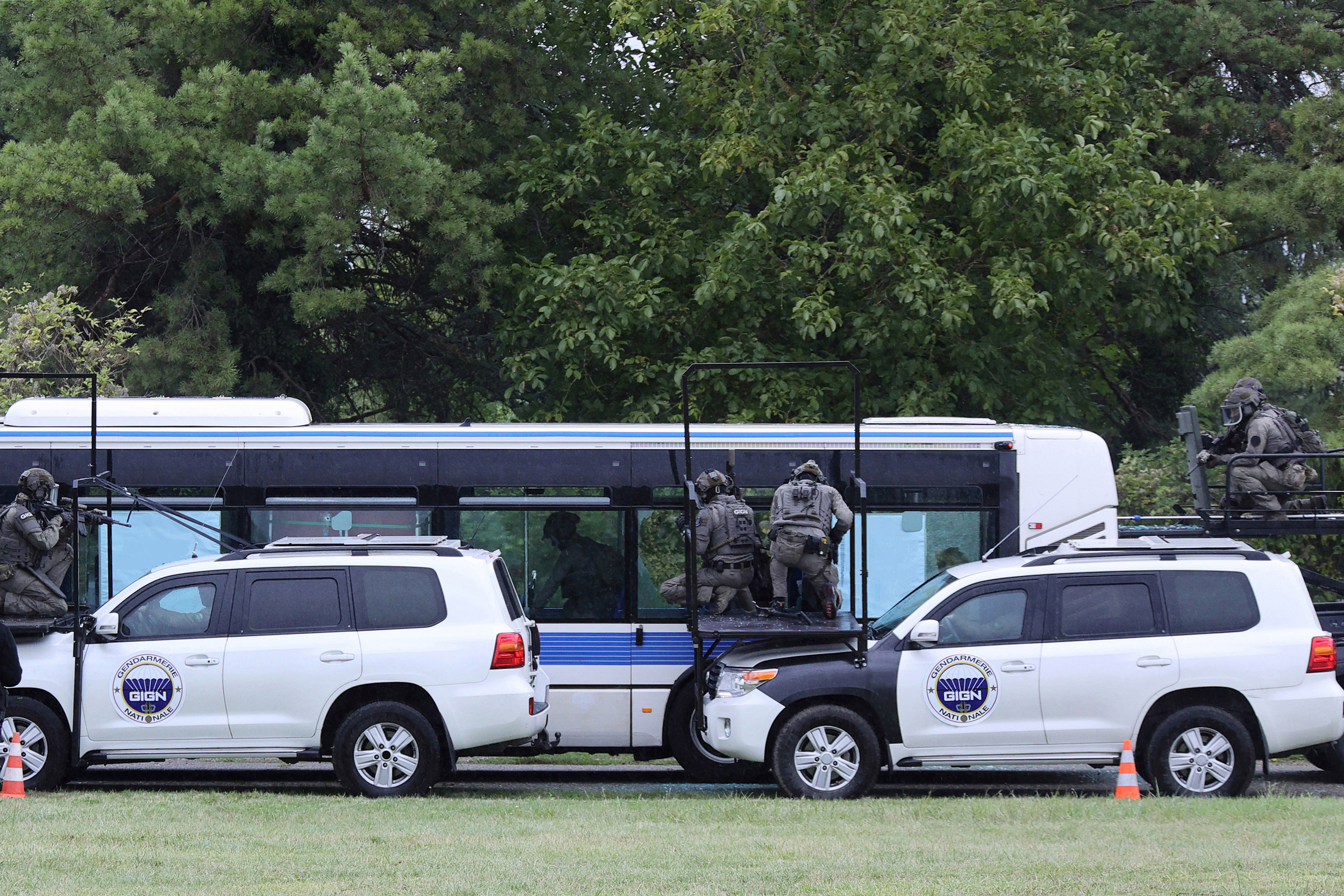
Démonstration du GIGN avec véhicules Centigon
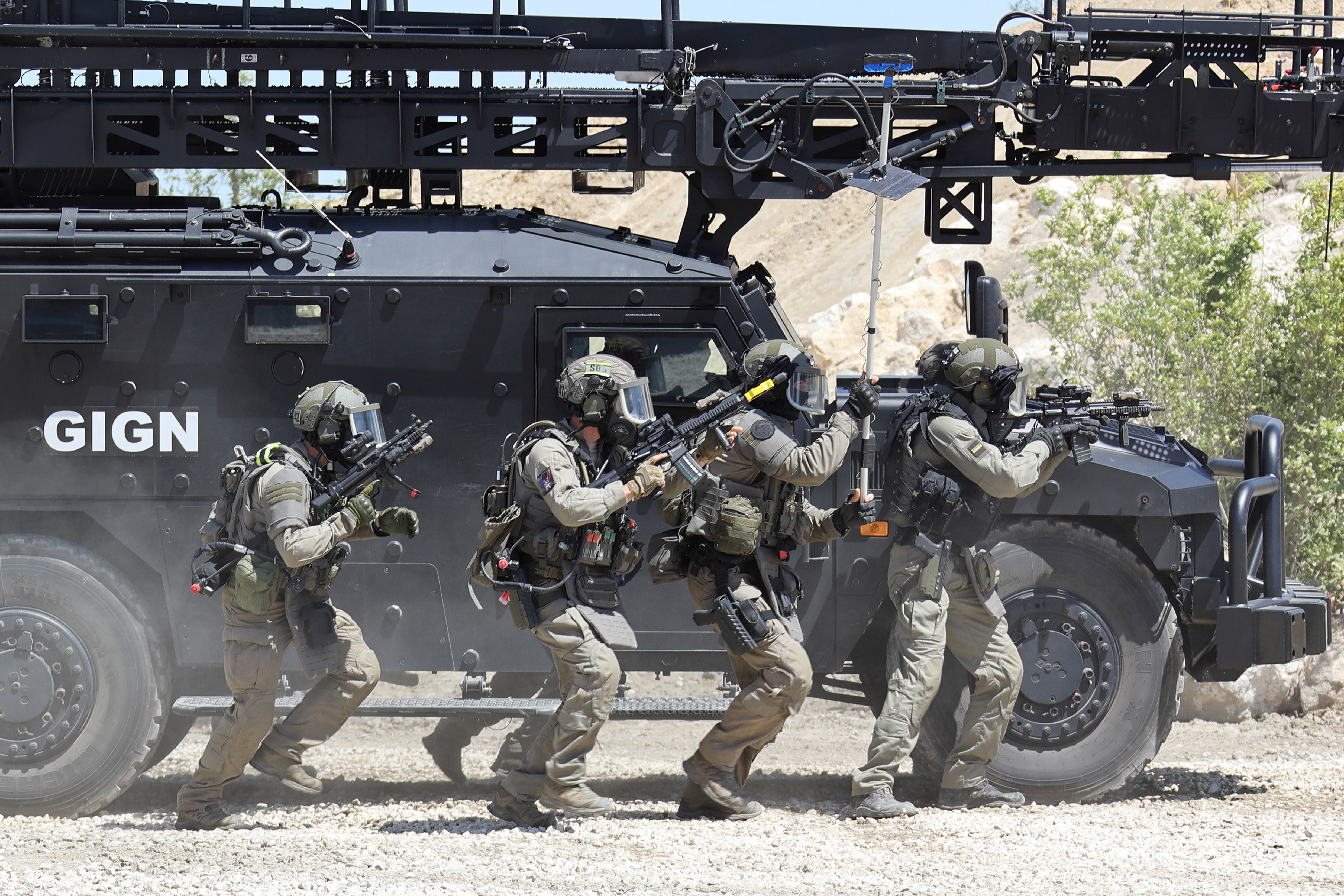
Opérateurs du GIGN avec un blindé Sherpa Light

## La Police nationale
Pour appuyer et protéger leur personnel, les principales unités d'intervention de la Police nationale ont acquis des véhicules blindés appartenant à deux familles :
- véhicules dérivés des fourgons de transport de fonds : c'est notamment le cas pour la Brigade de recherche et d'intervention de la Préfecture de Police de Paris (BRI-PP). Le GIPN (actuelle antenne RAID) de Lyon récupéra un fourgon blindé de la Brink's et le réaménagea.
- véhicules militaires blindés de reconnaissance ou de transport de troupes : équipent notamment le RAID et ses Antennes ainsi que la BRI-PP, comme le PVP et le Sherpa d'ARQUUS. On peut y ajouter le Blackwolf de Cambli, similaire au Sherpa.

La fonction principale de ces véhicules est l'acheminement sous blindage de personnel lors d'interventions à haut risque comme par exemple en cas d'action antiterroriste. Il peut également servir à évacuer sous blindage des personnes menacées par des criminels ou des terroristes (autorités/VIP, otages...).
En sus de cette mission principale, les véhicules blindés de la Police peuvent être engagés, comme ceux de la Gendarmerie, dans des opérations de rétablissement de l'ordre, par exemple en cas d'émeutes graves.

Véhicules blindés de la Police nationale française
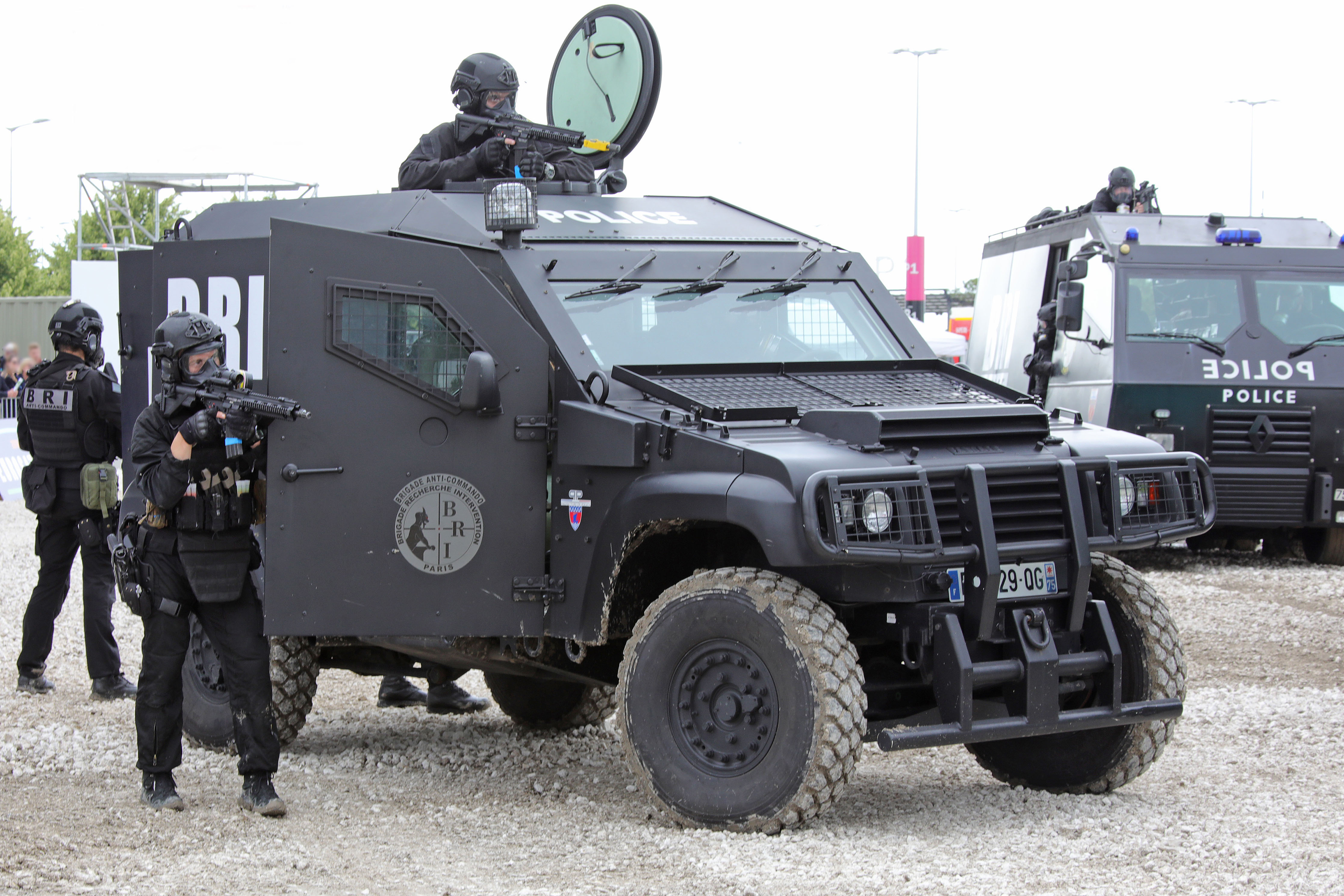
Équipe d'intervention - BRI-PP avec véhicule PVP.
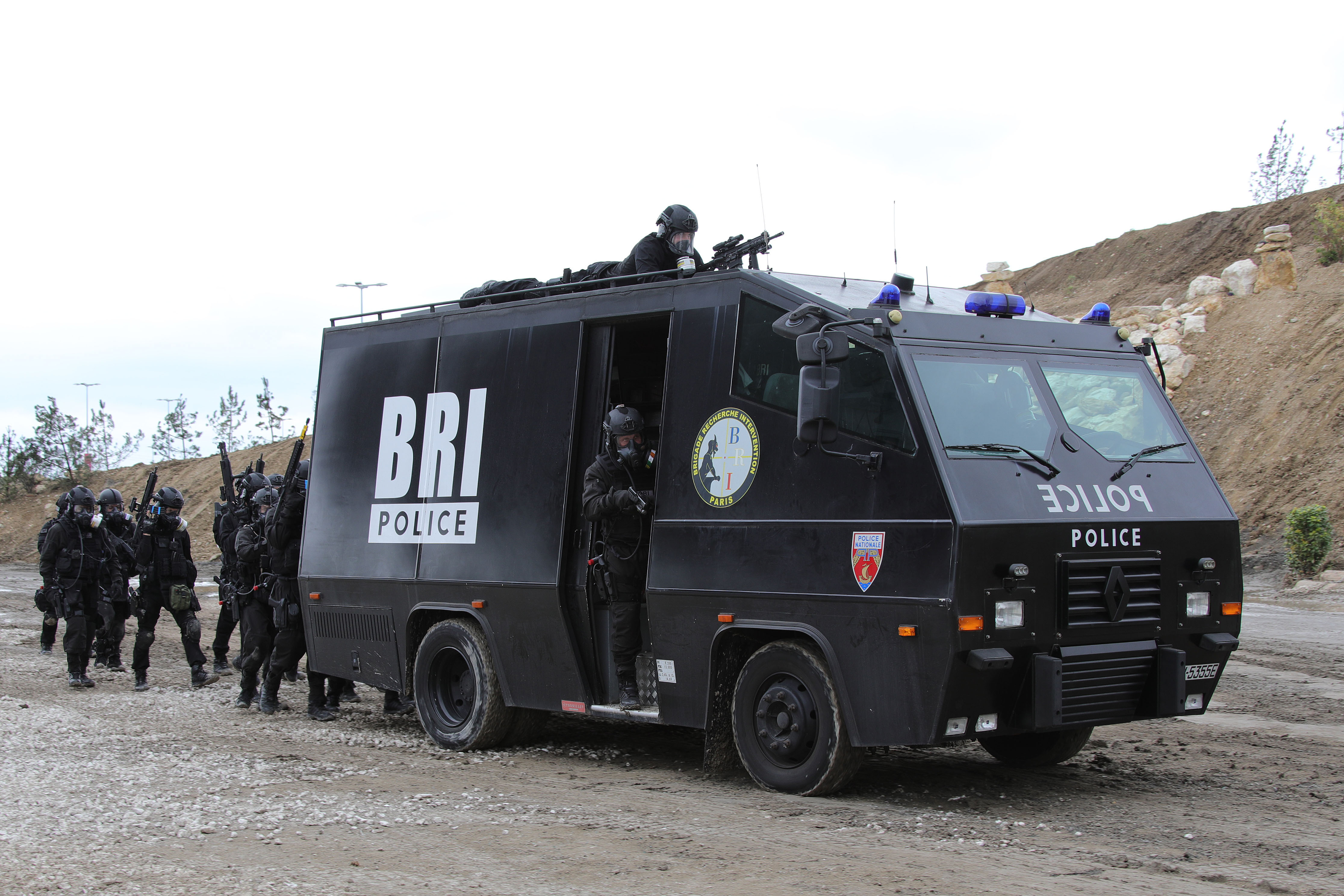
Véhicules blindés de la BRI-PP et équipe d'intervention lors d'un exercice - juin 2018
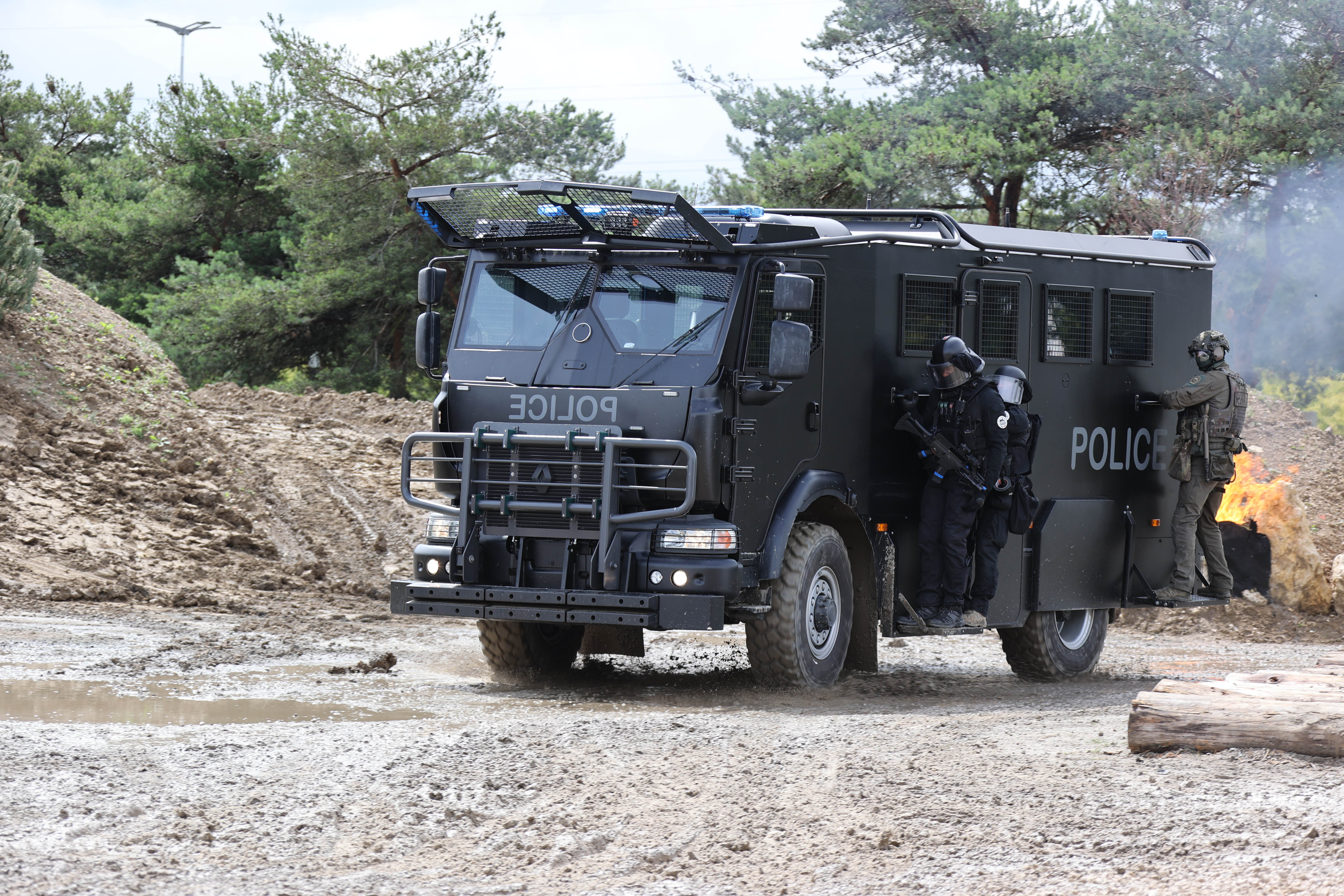
Renault Centurion lors d'une démonstration du RAID - 2024
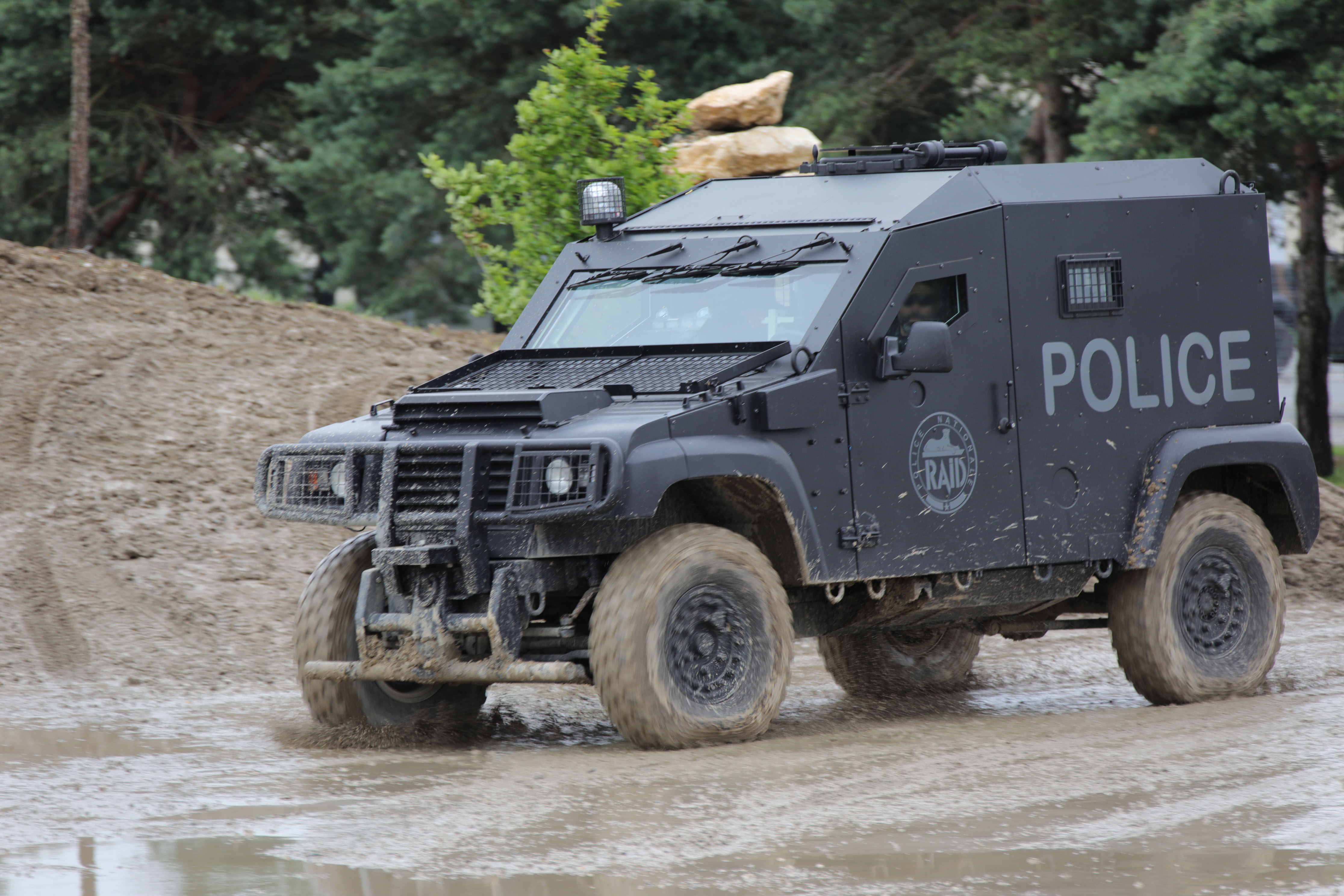
PVP du RAID